# 19766 Кейтідейвіс
19766 Кейтідейвіс (19766 Katiedavis) — астероїд головного поясу, відкритий 24 липня 2000 року.
Тіссеранів параметр щодо Юпітера — 3,544.